# Singer Laren

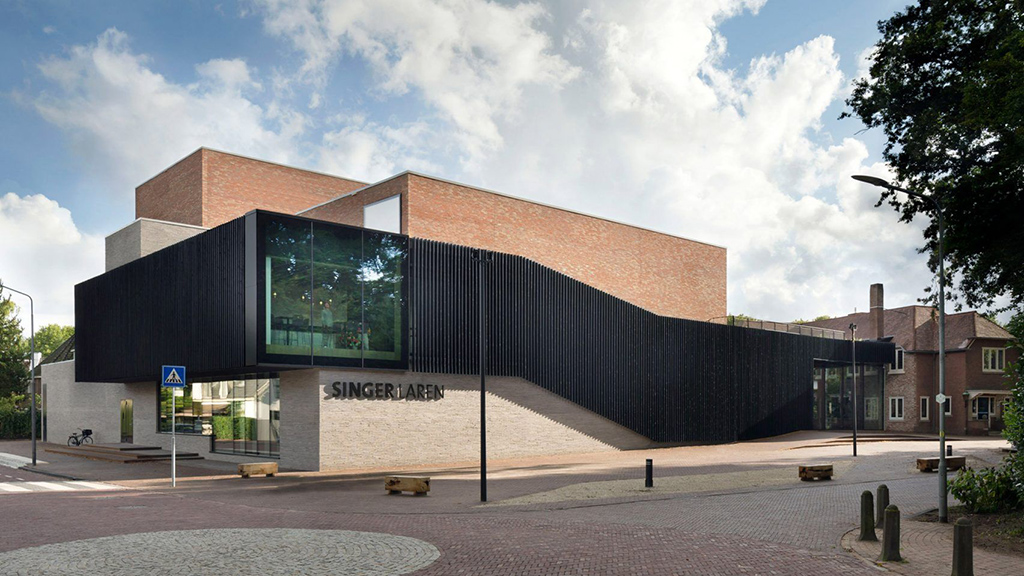
Neubau des Singer-Laren-Komplexes, 2017

Singer Laren ist ein niederländisches Museum, ein Theater (ursprünglich ein Konzertsaal) und die Villa De Wilde Zwanen in Laren (Provinz Nordholland).

## Museum
Das Museum zeigt Werke internationaler bildender Kunst aus der Zeit von 1870 bis 1950. Die Sammlung des Singer Laren geht auf die Kunstsammlung von Anna Brugh Singer (1878–1962) und William Henry Singer (1868–1943) zurück. Sie umfasst Malereien der Larener Schule, Haager Schule, Bergener Schule, des Amsterdamer Impressionismus und Werke aus dem Umfeld der Schule von Barbizon. Von William Henry Singer befindet sich mit fast 250 Ölbildern und Pastellen der größte Teil seines eigenen künstlerischen Werkes in der Sammlung. Neben Gemälden und Arbeiten auf Papier verfügt die Sammlung über eine Reihe von Skulpturen, darunter sieben Werke von Auguste Rodin. Ein Teil der Skulpturen ist im Außengelände aufgestellt. 
Den Skulpturengarten mit Skulpturen moderner niederländischer Künstler entwarf der Landschaftsgärtner Piet Oudolf. Ab 1956 wurde die Sammlung durch Ankäufe, Schenkungen und Leihgaben erweitert und unter anderem mit Werken des Expressionismus, Neoimpressionismus, Pointillismus, Kubismus und der Geometrischen Abstraktion ergänzt. Neben der Dauerausstellung werden regelmäßig Sonderausstellungen gezeigt.
Es sind unter anderem folgende Künstler und Künstlerinnen vertreten:
- Chris Beekman
- George Hendrik Breitner
- Else Berg
- Camille Corot
- Charles-François Daubigny
- Dorothé van Driel
- Kees van Dongen
- Jaap Dooijewaard
- Leo Gestel
- Vincent van Gogh
- Ferdinand Hart Nibbrig
- Jacoba van Heemskerck
- Arina Hugenholtz
- Isaac Israëls
- Hein Kever
- Herman Kruyder
- Lou Loeber
- Baruch Lopes Leão de Laguna
- Bart van der Leck
- Jacob Maris
- Anton Mauve
- Jean-François Millet
- Wally Moes
- Albert Neuhuys
- Charlotte van Pallandt
- Evert Pieters
- Coba Ritsema
- Suze Robertson
- Auguste Rodin
- Eddy Roos
- Lodewijk Schelfhout
- Mommie Schwarz
- Thérèse Schwartze
- Henri Le Sidaner
- William Henry Singer, jr.
- Jan Sluijters
- Gustave de Smet
- Saar de Swart
- Charley Toorop
- Jan Toorop
- Johan Hendrik Weissenbruch[5][6][7]

## Geschichte
Nach Ende des Zweiten Weltkrieges 1945 suchte Anna Brugh Singer nach einem geeigneten Standort für eine Singer-Gedenkstätte, um die Gemälde ihres 1943 verstorbenen Mannes dauerhaft ausstellen und ihre Kunstsammlung unterbringen zu können. Außerdem plante sie einen Konzertsaal. Gespräche mit Willem Sandberg, dem Direktor des Stedelijk Museum in Amsterdam, scheiterten daran, dass Sandberg eine ständige Ausstellung der Werke ihres Mannes nicht garantieren konnte. Sie erhielt ein Angebot des Stedelijk Museum Schiedam für eine Singer-Sammlung, aber als sie 1954 die Villa „De Wilde Zwanen“ mit dem großen Außengelände in Laren zurückerhielt, beschloss sie, dort die Gedenkstätte einzurichten. Unter der Leitung des Architekten Wouter Hamdorff aus Laren fanden Umbau und Erweiterung der Villa De Wilde Zwanen, dem ehemaligen Wohnhaus der Singers, statt. Die Sammlung übergab sie an die von ihr 1954 gegründete Singer Memorial Foundation. 1956 gründete Anna Brugh Singer das „Singer Memorial Museum“ (das heutige Singer Laren). Museum, Konzert- und Theatersaal wurden am 12. Mai 1956 eröffnet.

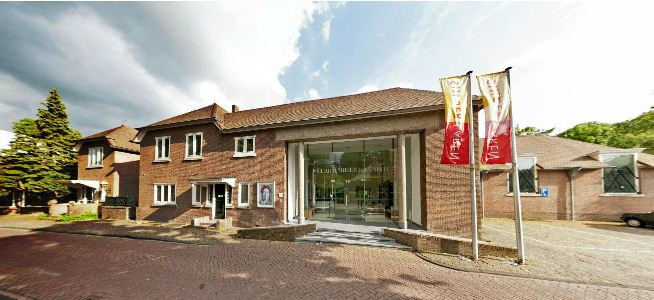
Eingang
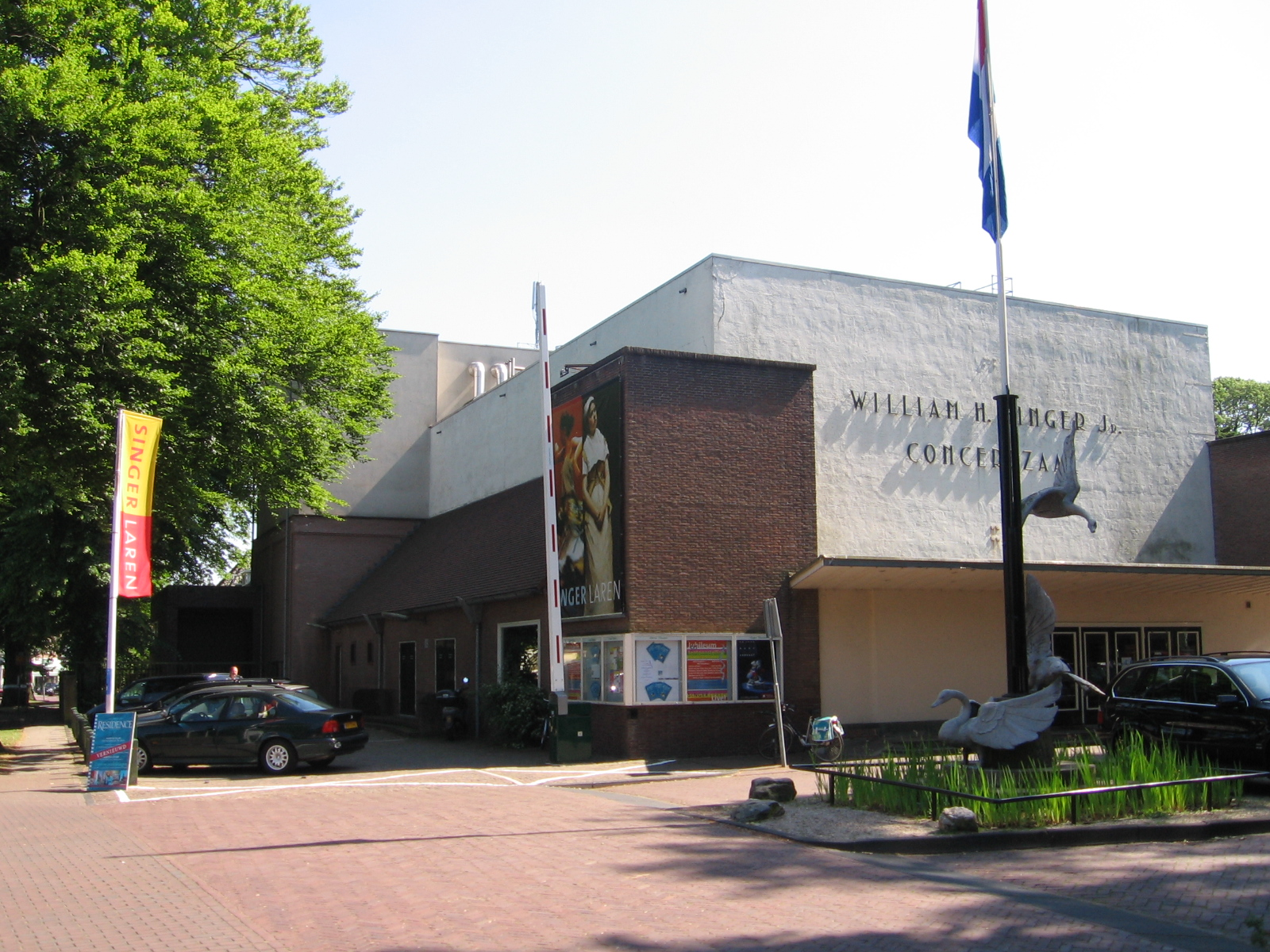
Konzertsaal
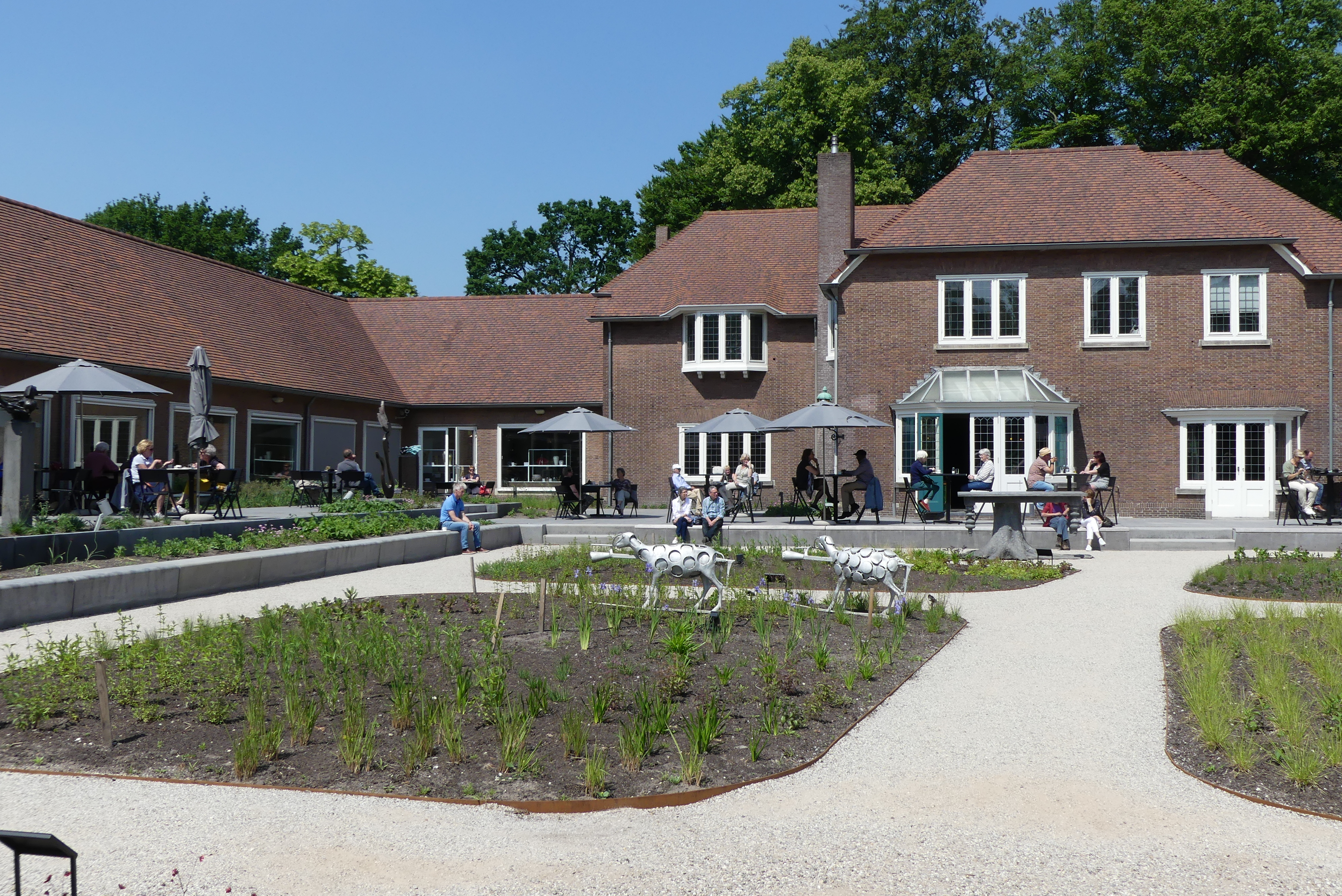
Rückseite Altbau „De Wilde Zwanen“
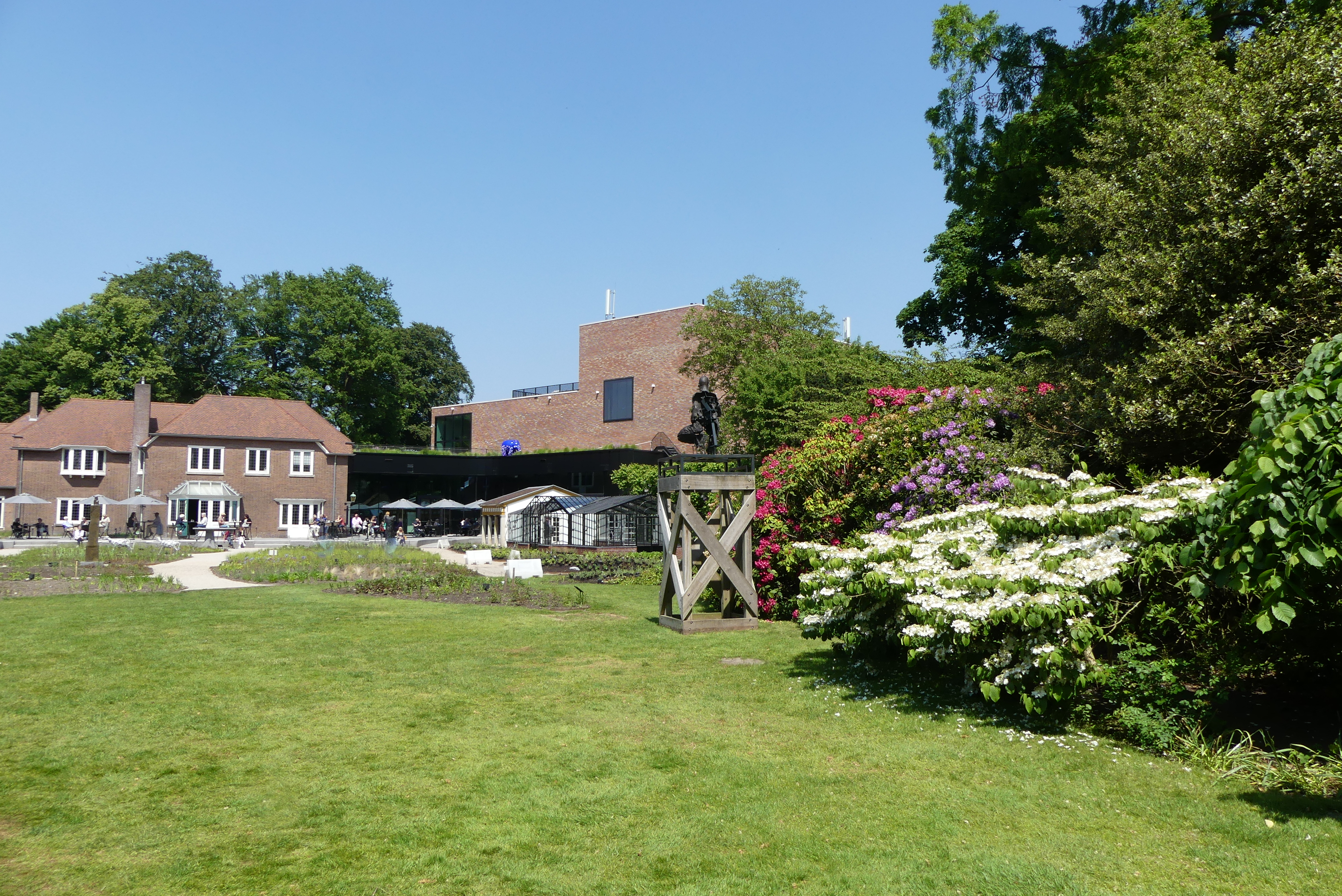
Rückseite Garten

### Singer-Preis
Der Singer-Preis wird alle zwei Jahre an zeitgenössische niederländische Künstler vergeben, verbunden mit einer Ausstellung und dem Erwerb eines Kunstwerks für die Museumssammlung. Der Preis wurde erstmals 1968 verliehen und wird seit 2007 regelmäßig vergeben. 
- 2024: Levi van Veluw
- 2022: Klaas Gubbels
- 2020: Pépé Grégoire
- 2018: Piet Oudolf
- 2013: Caspar Berger
- 2011: Dorothé van Driel
- 2009: Maria Roosen
- 2007: Gerald van der Kaap
- 2001: Hans van Hoek
- 1997: Fioen Blaisse
- 1991: Marian Plug
- 1985: Constant Nieuwenhuys
- 1980: Charlotte van Pallandt
- 1971: M.C. Escher[12]

### Diebstähle

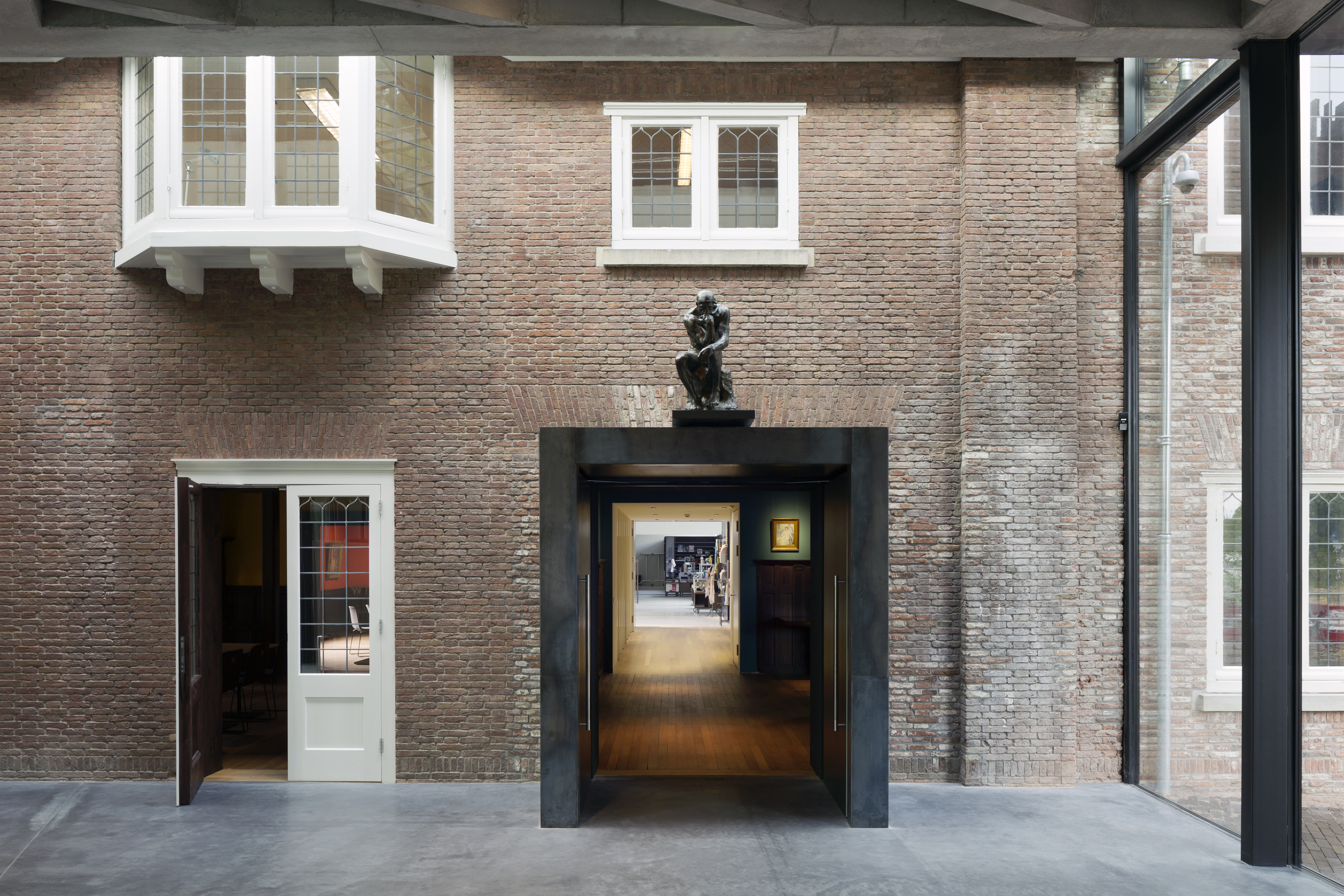
Der Denker, 2017

Im Januar 2007 wurden sieben Bronzestatuen aus dem Museumsgarten gestohlen, darunter ein Abguss der Skulptur Der Denker von Auguste Rodin. Zwei Tage später wurde die Statue des Denkers stark beschädigt und unvollständig wiedergefunden. Die Diebe hatten versucht, die Skulptur zu zerschneiden, damit die Bronze eingeschmolzen und weiterverkauft werden konnte. Die anderen sechs Statuen wurden nicht gefunden. Der Denker wurde von einem interdisziplinären Expertenteam unter anderem anhand des Original-Gipsmodells restauriert und ist seit dem 28. Januar 2011 wieder im Singer Laren ausgestellt. Die beiden Täter wurden 2010 im Berufungsverfahren zu mehrjährigen Freiheitsstrafen verurteilt.

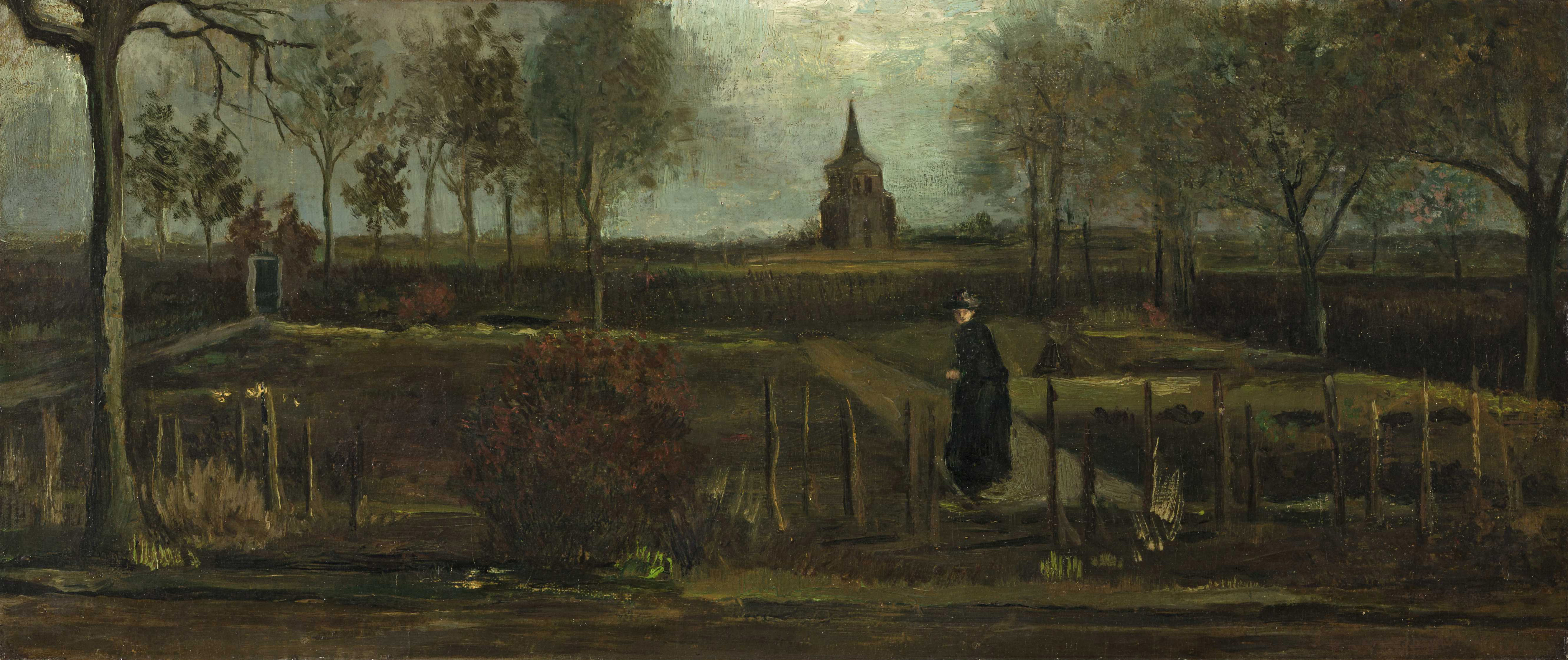
Vincent van Gogh: Der Pfarrgarten von Nuenen im Frühjahr, Öl auf Papier auf Holz, 25 × 57 cm, 1884

Ende März 2020 wurde aus dem während der Corona-Pandemie geschlossenen Museum das Bild Der Pfarrgarten von Nuenen im Frühjahr von Vincent van Gogh gestohlen, eine Leihgabe des Groninger Museums. Am 6. April 2021 nahm die niederländische Polizei einen 59-jährigen Einwohner der Gemeinde Baarn als Tatverdächtigen fest. Er wurde im Juli 2022 in einer Berufungsverhandlung zu einer Freiheitsstrafe von acht Jahren, der Höchststrafe für ein derartiges Delikt, verurteilt. Anhand von DNA-Spuren wurde ihm auch der Diebstahl des noch verschollenen Gemäldes Zwei lachende Jungen mit Bierkrug des niederländischen Malers Frans Hals aus dem Museum Hofje van Mevrouw van Aerden in Leerdam am 26. August 2020 nachgewiesen. Im September 2023 wurde das Gemälde Der Pfarrgarten von Nuenen im Frühjahr nach Ermittlungen des Kunstdetektivs Arthur Brand in Zusammenarbeit mit der niederländischen Polizei wiedergefunden.